# 国際連合安全保障理事会決議4
国連安全保障理事会決議4（こくさいれんごうあんぜんほしょうりじかいけつぎ4、英: United Nations Security Council Resolution 4, UNSCR4）は、1946年4月29日に国際連合安全保障理事会で採択された決議。フランコ体制下のスペインを非難し同国における規則が国際平和を脅かす国際的な摩擦に繋がるか否か、そしてもしそうなら摩擦に対しどのようなことをするかについて現実的な手段を検討するべく5つの理事国からなる下部委員会を設立することとした。

## 概要
この委員会には安全保障理事会がスペインの問題に関して行った声明を検証・文書を受領し、必要に応じた調査を行い、この年の5月末日までに安全保障理事会に報告を行うことを指示した。
決議は10票の賛成で採択されたが、ソ連は棄権した。

## 詳細
以下はその和訳。
安全保障理事会は、憲章第35条に従って行動する国際連合加盟国により、スペインの状況に注意を喚起され、この状況が国際摩擦を引き起こし、国際の平和及び安全を危うくしていることを宣言するよう要請されている。
したがって、安全保障理事会は、
安保理におけるフランコ政権に対する全会一致の道徳的非難、サンフランシスコの国際組織に関する国際連合会議および第1回国際連合総会13で採択されたスペインに関する決議12、ならびにフランコ政権に関して安保理理事国が表明した見解を念頭に置き、
ここに、スペインの状況が国際的摩擦を引き起こし、国際の平和及び安全を危うくするかどうかを決定するため、さらに研究を行い、そのように決定した場合には、国際連合がとりうる実際的な措置を決定することを決議する。

このため、安全保障理事会は、そのメンバー5名からなる小委員会を任命し、この小委員会に対し、安全保障理事会におけるスペインに関する声明を検討し、さらなる声明および文書を受領し、また、このような調査を行うよう指示する。必要であると判断した場合には、5月末までに安全保障理事会に報告すること。

12 国際連合国際機構会議、1/10、国際連合憲章第III章に関連する議論を参照のこと。
13 第1会期の前半に総会が採択した1946年2月9日の決議32（I）、39ページを参照のこと。